# Dangerous – The Short Films
«Dangerous — The Short Films» — коллекция музыкального видео к альбому Майкла Джексона Dangerous, первоначально выпущенная Buena Vista Home Video в 1993 году на видеокассетах, а затем выпущенная на DVD в 2001. Так же выпускалась вместе с альбомом Dangerous в двухдисковом исполнении в 2008.

## Список треков
1. «Black or White»
2. «Superbowl Heal The World»
3. «Remember the Time»
4. «Will You Be There»
5. «In the Closet»
6. «Gone Too Soon»
7. «Jam»
8. «Heal the World»
9. «Give in to Me» (с участием Слэша)
10. «Who Is It»
11. «Dangerous»

## Сертификация
| Страна    | Сертификация | Продано |
| --------- | ------------ | ------- |
| Австралия | 2x Platinum  | 30,000  |
| Германия  | Platinum     | 50,000  |
| Мексика   | 3x Platinum  | 100,000 |
| Испания   | Gold         | 10,000  |
| США       | 3x Platinum  | 300,000 |